# Othercide
Othercide est un jeu vidéo de stratégie au tour par tour édité par Focus Home Interactive et développé par Lightbulb Crew. Le jeu est sorti à la fin 2020 sur Windows, PlayStation 4, Xbox One et Nintendo Switch.

## Trame
Le joueur dirige un groupe de guerrières appelées les « Sœurs » qui sont le dernier espoir de l'humanité. Elle doivent combattre un fléau connu sous le nom de « Souffrance ».

## Développement
Othercide est le deuxième jeu de Lightbulb Crew, un studio indépendant franco-suédois, fondé en 2013, qui partage ses bureaux entre Paris et Stockholm. Le développement du jeu a commencé en 2017. L'esthétique du titre est très particulière. Si le noir et blanc ont une place prépondérante, le rouge est également très présent.
Le jeu est sorti le 28 juillet 2020 à l'international sur Windows, PlayStation 4, Xbox One, et le 10 septembre 2020 sur Nintendo Switch.

## Accueil
Les versions Windows et PlayStation 4 du jeu ont reçu des critiques généralement positives à leur sortie selon l'agrégateur de critiques Metacritic,, tandis que la version Xbox One a reçu des critiques mitigées.
Leana Hafer d'IGN attribue au jeu une note de 9/10, louant ses combats et sa difficulté. Elle conclut sa critique en disant que « Othercide est un roguelike tactique avec un flair pour le dramatique, plein de combats satisfaisants, de planification minutieuse et de décisions parfois déchirantes. » Tom Hatfield de PC Gamer a également apprécié les combats et a décrit le système de combat comme « un puzzle plaisant ». Il a également fait l'éloge du style artistique « saisissant », qui contribue à créer « l'atmosphère sombre et morose » du jeu. En raison de l'inclusion d'éléments de roguelike dans le jeu, Hatfield pense que le jeu pourrait ne pas convenir aux joueurs impatients.